# Bart Groothuis
Bart Groothuis (ur. 1 stycznia 1981 w Reutum w gminie Tubbergen) – holenderski polityk i urzędnik państwowy, poseł do Parlamentu Europejskiego IX i X kadencji.

## Życiorys
Absolwent historii na Uniwersytecie im. Radbouda w Nijmegen. Działacz Partii Ludowej na rzecz Wolności i Demokracji, był asystentem Henka Kampa. Został zatrudniony w resorcie obrony. W latach 2013–2014 pełnił funkcję zastępcy dyrektora biura bezpieczeństwa cybernetycznego w resorcie, a następnie do 2020 stał na czele tego biura.
W lutym 2020 zasiadł w Europarlamencie IX kadencji, obejmując jeden z dodatkowych mandatów, które przypadły Holandii po brexicie. W wyborach europejskich w 2024 z powodzeniem ubiegał się o reelekcję.